# Episodi di Sugar Rush (prima stagione)
La prima stagione della serie televisiva Sugar Rush è stata trasmessa dal canale inglese Channel 4 dal 7 giugno al 9 agosto 2005.
| nº | Titolo originale     | Prima TV UK    |
| -- | -------------------- | -------------- |
| 1  | Pilot                | 7 giugno 2005  |
| 2  | Love, Sex & Sugar    | 14 giugno 2005 |
| 3  | Secrets              | 21 giugno 2005 |
| 4  | Sugar ain't too Good | 28 giugno 2005 |
| 5  | My Life Sucks        | 5 luglio 2005  |
| 6  | Coming Out...Not     | 12 luglio 2005 |
| 7  | Episode 7            | 19 luglio 2005 |
| 8  | Episode 8            | 26 luglio 2005 |
| 9  | Episode 9            | 2 agosto 2005  |
| 10 | Episode 10           | 9 agosto 2005  |

## Pilot
La quindicenne Kim, che ha preso una cotta per la sua nuova amica, Sugar. Kim e la sua famiglia si sono appena trasferiti a Brighton.

## Love, Sex & Sugar
Kim è assetata di vendetta ed è pronta ad assalire anche sua madre Stella, dopo averla sorpresa con Dale, l'attraente decoratore.

## Secrets
Kim fantastica sull'idea di drogare Sugar per poter avere strada libera con lei. D'altra parte, stando a quanto la stessa Sugar dice, quando è con i ragazzi, è sempre sotto l'effetto di qualcosa.

## Sugar ain't too Good
Kim decide che l'unico modo per fare chiarezza è quello di affrontare Sugar e di parlarle dei sentimenti che prova per lei. Quando arriva a casa di Sugar la trova allarmata per aver preso le piattole.

## My Life Sucks
Kim è stanca di essere usata come messaggera dai suoi genitori, Stella e Nathan, che ormai non si parlano più.

## Coming Out...Not
Sugar vuole fuggire a Parigi con un ragazzo francese, Guillaume. Kim sa che a Guillaume Sugar non interessa più di tanto e l'unico modo per fermarla diventa quello di dirle la verità su di lui.

## Episode 7
Kim non si è mossa dal letto per una settimana: ora sa che Sugar è a conoscenza dei suoi sentimenti.

## Episode 8
Kim è determinata a volersi liberare dall'ossessione per Sugar; quest'ultima la usa soltanto e lei non riesce davvero più a vivere.

## Episode 9
Kim ne può più: si è resa conto che sua madre è tornata a casa solo perché non aveva nessun altro posto dove andare.

## Episode 10
Proprio quando pensava di aver finalmente avuto una chance per incontrare una ragazza che le piace molto, Kim riceve una telefonata e ricade nell'ossessione per Sugar.